# Uptown Dubai
 (2015).
Le Uptown Dubai est un gratte-ciel de 115 étages  à Dubaï aux Émirats arabes unis .
Originellement le projet était nommé  Burj 2020 et il devait devenir la plus haute tour de bureaux du monde devant le One World Trade Center de New York. Sa hauteur était prévue d'être supérieure à 541 mètres. Une seconde tour d'une hauteur d'environ 340 mètres sera également construite.
En 2022 la construction de la tour a été finalisée

## Construction
Initialement la construction devait débuter en 2015 pour s'achever en 2020 pour l'exposition universelle de Dubaï. La plus haute tour « commerciale » du monde qui était prévue pour 2020, aura Adrian Smith + Gordon Gill Architecture comme architecte, alors que WATG sera chargé de fournir les plans. La tour sera située dans la zone libre de DMCC.